# Eldar
Eldar er en gruppe folkeslag af elvere fra fantasy-romanen Silmarillion af den engelske forfatter J.R.R. Tolkien
Elverne (Quendi) "vågnede" i Midgård. Her blev de kaldet af valaren Oromë for at komme og leve sammen med valarne i Aman.
Nogle, kaldet Avari, ønskede ikke at følge dette kald. Andre ønskede at følge kaldet – disse kaldes Eldar.
Eldarne kan deles i flere grupper
- En gruppe begav sig straks af sted, dette var Vanyarne (høj-elverne). De rejste hele vejen til Aman og har boet der lige siden leder af deres stor-konge Ingwë. Vanyarne er mest omtalt i starten af Silmarillion og selv om de måtte anses for de bedste og fineste blandt elverne spillede de ikke nogen videre rolle i Tolkiens værker.
- En anden gruppe begav sig af sted lidt senere under ledelse af deres stor-konge Finwë. Dette var Noldorne (dyb-elverne). De kom til Aman, men her kom det til ufred, bl.a. pga. Fëanor. Finwë blev dræbt af Melkor. De fleste Noldor rejste herefter tilbage til Midgård for at kæmpe mod Melkor. Noldorne spillede en helt afgørende rolle i både Silmarillion og Ringenes Herre.
- En tredje gruppe begav sig af sted efter Noldorne, men opgav at rejse over havet til Aman og slog sig ned i det vestligste Midgård. Dette var Sindarne (grå-elverne) ledet af deres stor-konge Thingol. Sindarne spillede en betydelig rolle i Silmarillion og en vis rolle i Ringenes Herre.

| Fiktion | Spire Denne artikel om en historie eller noget fiktivt er en spire som bør udbygges. Du er velkommen til at hjælpe Wikipedia ved at udvide den. |